# Judit Varga
Judit Varga (ur. 10 września 1980 w Miszkolcu) – węgierska polityk i prawniczka, w latach 2019–2023 minister sprawiedliwości.

## Życiorys
W 2004 ukończyła studia prawnicze na Uniwersytecie w Miszkolcu. Praktykowała w kancelariach prawniczych w Budapeszcie, następnie w latach 2006–2009 pracowała jako urzędnik sądowy. W 2009 zdała egzamin adwokacki. Później do 2018 zatrudniona jako doradczyni do spraw politycznych europosłów wybranych z ramienia koalicji Fidesz-KDNP (takich jak János Áder, Erik Bánki i György Hölvényi). W czerwcu 2018 powołana na stanowisko sekretarza stanu do spraw europejskich w Kancelarii Premiera. W czerwcu 2019 została kandydatką na urząd ministra sprawiedliwości w czwartym rządzie Viktora Orbána. Urząd ten objęła w lipcu tegoż roku.
W wyborach w 2022 z rekomendacji Fideszu uzyskała mandat posłanki do Zgromadzenia Narodowego. W maju 2022 pozostała na funkcji ministra sprawiedliwości w utworzonym wówczas piątym rządzie dotychczasowego premiera. Zakończyła urzędowanie z końcem lipca 2023; złożyła rezygnację w poprzednim miesiącu w związku z planami kandydowania z pierwszego miejsca listy wyborczej rządzącej koalicji w wyborach europejskich w 2024.
W lutym 2024 Judit Varga zapowiedziała rezygnację z aktywności publicznej. Było to związane ze sprawą ułaskawienia wicedyrektora placówki opiekuńczej, który został skazany na karę pozbawienia wolności za tuszowanie przestępstw pedofilskich popełnionych przez swojego przełożonego. Do ułaskawienia doszło w okresie sprawowania przez nią urzędu ministra sprawiedliwości, a ujawnienie tej sprawy doprowadziło także do dymisji prezydent Katalin Novák.
Jej mężem był prawnik i polityk Péter Magyar; małżonkowie rozstali się w 2023.